# 少壯鸚竺鯛
少壯鸚竺鯛（學名：Ostorhinchus neotes），又稱少壯天竺鯛，為輻鰭魚綱鉤頭魚目天竺鯛科鸚竺鯛屬的一個種。

## 分布
本魚分布於中西太平洋區，包括澳洲、印尼、巴布亞紐幾內亞、帛琉、菲律賓、東加等海域。

## 深度
水深3至25公尺。

## 特徵
本魚體延長而側扁，眼大，口大略下位。前鰓蓋骨邊緣鋸齒狀， 犛骨與上顎的無齒，魚體呈透明，腹部銀白色，眼睛周圍淡藍色，背鰭、臀鰭具橘色條紋，尾鰭近基底部分紅色，尾柄具一黑色眼斑，尾鰭略凹，背鰭硬棘7枚；背鰭軟條9枚；臀鰭硬棘2枚；臀鰭軟條8枚；脊椎骨24個，體長可達2.7公分。

## 生態
本魚棲息於水質清澈的珊瑚礁或潟湖，成小群活動，白天躲藏洞穴中，夜間出來覓食，屬肉食性。繁殖期時，雄魚具有口孵習性，卵約7日化成仔魚，由雄魚吐出，具短暫的仔魚飄浮期。

## 經濟利用
不具任何經濟價值。